# یورگ آسموسن
یورگ آسموسن (انگلیسی: Jörg Asmussen؛ زادهٔ ۳۱ اکتبر ۱۹۶۶) یک اقتصاددان، کارمند بانک‌، و سیاست‌مدار اهل آلمان است. 